# تروتای سالرنو
تروتای سالرنو (با املای تروکتا نیز نوشته می‌شود؛ انگلیسی: Trota of Salerno؛ ۱۱۱۰–۱۱۶۰) پزشک و نویسنده‌ای در شهر ساحلی سالرنو در جنوب ایتالیا بود که در اوایل یا اواسط قرن دوازدهم میلادی می‌زیست. او (که اغلب تروتولا نامیده می‌شد) یکی از گروه پزشکان زنی بود که در ایتالیای قرون وسطی در اسکولا مدیکا سالرنیتانا - اولین مدرسه پزشکی اروپا که به زنان اجازه تحصیل می‌داد - تحصیل کردند.

## شهرت تروتا
شهرت او در قرون ۱۲ و ۱۳ میلادی تا فرانسه و انگلستان گسترش یافت. متنی به زبان لاتین که برخی از روش‌های درمانی او را گردآوری کرده بود (و شرح درمانی که انجام داده بود را بازگو می‌کرد)، در مجموعه‌ای از رساله‌های پزشکی زنان گنجانده شد که بعدها به نام «تروتولا» (کتاب کوچک تروتا) شناخته شد. به تدریج، خوانندگان از این واقعیت که این اثر کار سه نویسنده مختلف است بی‌خبر شدند. آن‌ها همچنین از نام واقعی نویسنده اصلی که «تروتا» بود و نه «تروتولا» بی‌اطلاع بودند. این سوءتفاهم‌ها باعث شد نام، جنسیت، سطح تحصیلات، دانش پزشکی یا دوره زمانی نگارش متون دستخوش تغییر یا حذف شود - روندی که عمدتاً ناشی از تعصبات محققان بعدی بود. آثار اصیل تروتا (از جمله مجموعه درمان‌های او که با نام «پزشکی عملی بر اساس تروتا» شناخته می‌شد) تا اواخر قرن بیستم که دوباره کشف شد، به فراموشی سپرده شده بود.

## تفکیک تروتا از «تروتولا»
«تروتا» یا «تروکتا» تنها اشکال ثبت شده این نام زنانه در منابع سالرنویی قرن دوازدهم هستند؛ در حالی که «تروتولا» هرگز به عنوان نام یک زن در اسناد تاریخی ثبت نشده است. در اواخر قرن دوازدهم، بخشی از آثار مربوط به پزشک تاریخی تروتای سالرنو با عنوان «درمان‌های زنان» در مجموعه‌ای از سه اثر مختلف دربارهٔ پزشکی زنان از سه نویسنده مختلف ادغام شد. از آنجا که تنها اثر تروتا حاوی نام نویسنده بود، کل این مجموعه به او نسبت داده شد و در ابتدا با عنوان «تروتولا» (کار کوچک تروتا) نامگذاری شد. با انتشار این مجموعه خارج از جنوب ایتالیا، عنوان «تروتولا» به سرعت به عنوان نام نویسنده اشتباه گرفته شد و «تروتولا» به عنوان نویسنده منفرد هر سه متن این مجموعه شناخته شد.
هرچه از شهرت تروتا پس از قرن دوازدهم باقی ماند، به نظر می‌رسد با شخصیت متنی «تروتولا» ادغام شده است. در حالی که متون تروتولا محبوبیت گسترده‌ای داشتند (حدود ۱۴۰ نسخه از متون لاتین اصلی و ۶۰ نسخه از ترجمه‌های محلی موجود است)، آثار اصیل تروتا تنها در تعداد معدودی نسخه باقی مانده‌اند؛ بنابراین در پژوهش‌های مدرن، تفکیک زن تاریخی تروتا از سرنوشت متون تروتولا ضروری است، زیرا اهمیت و تأثیر تاریخی آن‌ها کاملاً متمایز بوده است. بحث‌ها دربارهٔ وجود واقعی «تروتولا» از قرن شانزدهم آغاز شد که بخشی از آن ناشی از ناسازگاری‌های ذاتی در آثار گردآوری شده تحت نام «او» بود. این بحث‌ها تا اواخر قرن بیستم ادامه یافت، تا زمانی که کشف اثر «پزشکی عملی بر اساس تروتا» و تحلیل فیلولوژیک دیگر آثار مرتبط با او، امکان بررسی مستقل زن تاریخی تروتا را از خلق متنی «تروتولا» فراهم کرد.

## زندگی و آثار
هیچ اطلاعات بیوگرافیک مستقلی دربارهٔ تروتای سالرنو فراتر از اطلاعاتی که می‌توان از نوشته‌های مرتبط با او استخراج کرد وجود ندارد. این اطلاعات ما را قادر می‌سازد او را در نیمه اول قرن دوازدهم قرار دهیم. علاوه بر این، یک تطابق جامع از تمام شواهد متنی مربوط به نوشته‌ها و روش‌های تروتا که در سال ۲۰۰۷ منتشر شد، امکان تخمین دامنه کامل کار او را فراهم می‌کند. احتمالاً او بیش از آنچه تاکنون در اسناد موجود ثبت شده، نوشته است. متون تروتا در قرون ۱۲ تا ۱۵ بارها در شهرهای مختلف منتشر شدند و با وجود رقابت سایر متون مربوط به زنان‌پزشکی و سلامت زنان، مخاطبان گسترده‌ای در سراسر اروپای غربی داشتند.